# Перлесройт
Перлесройт (нім. Perlesreut) — громада в Німеччині, знаходиться в землі Баварія. Підпорядковується адміністративному округу Нижня Баварія. Входить до складу району Фраюнг-Графенау. Центр об'єднання громад Перлесройт.
Площа — 29,71 км2. Населення становить 2911 ос. (станом на 31 грудня 2020).

## Галерея

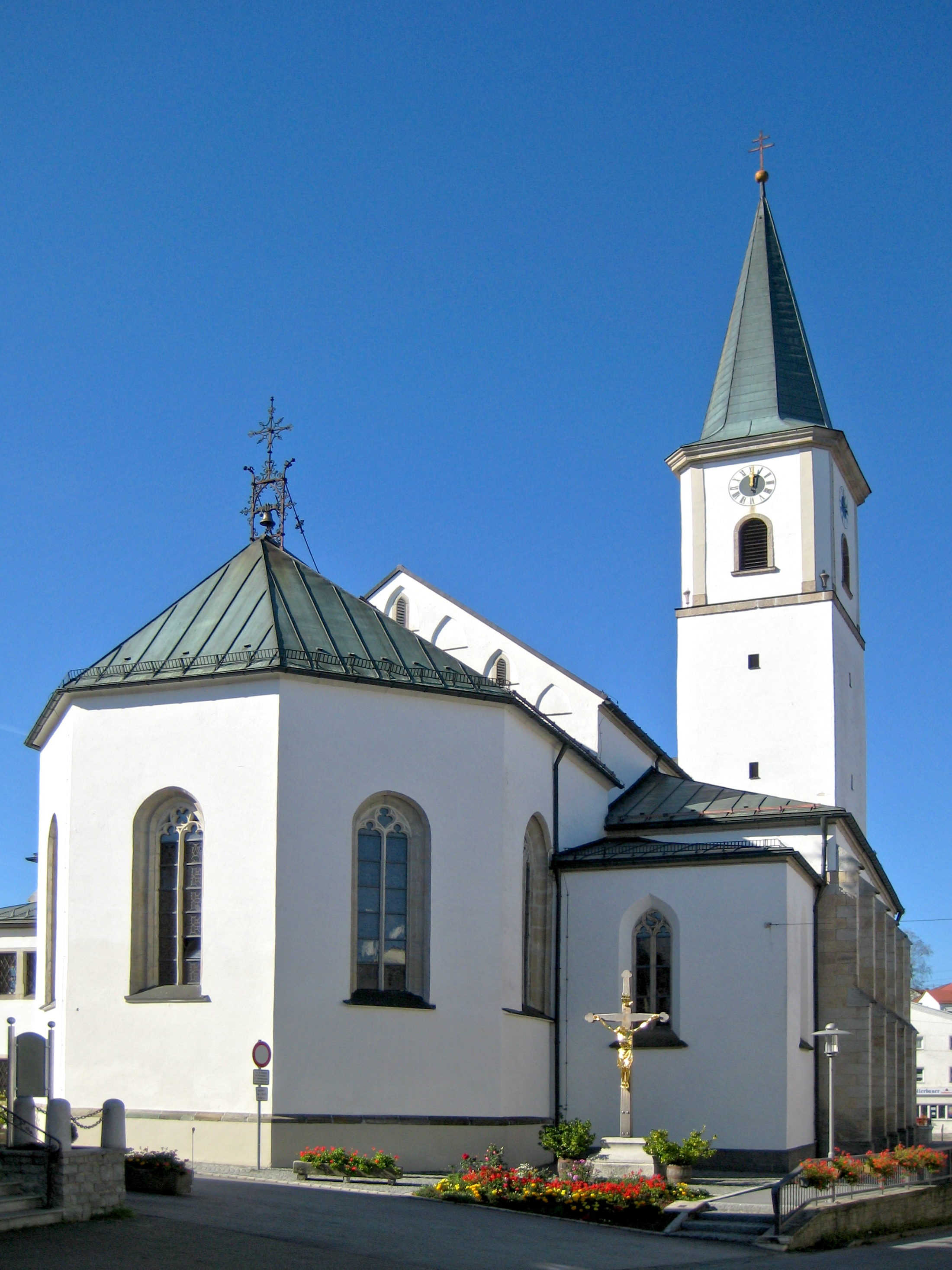
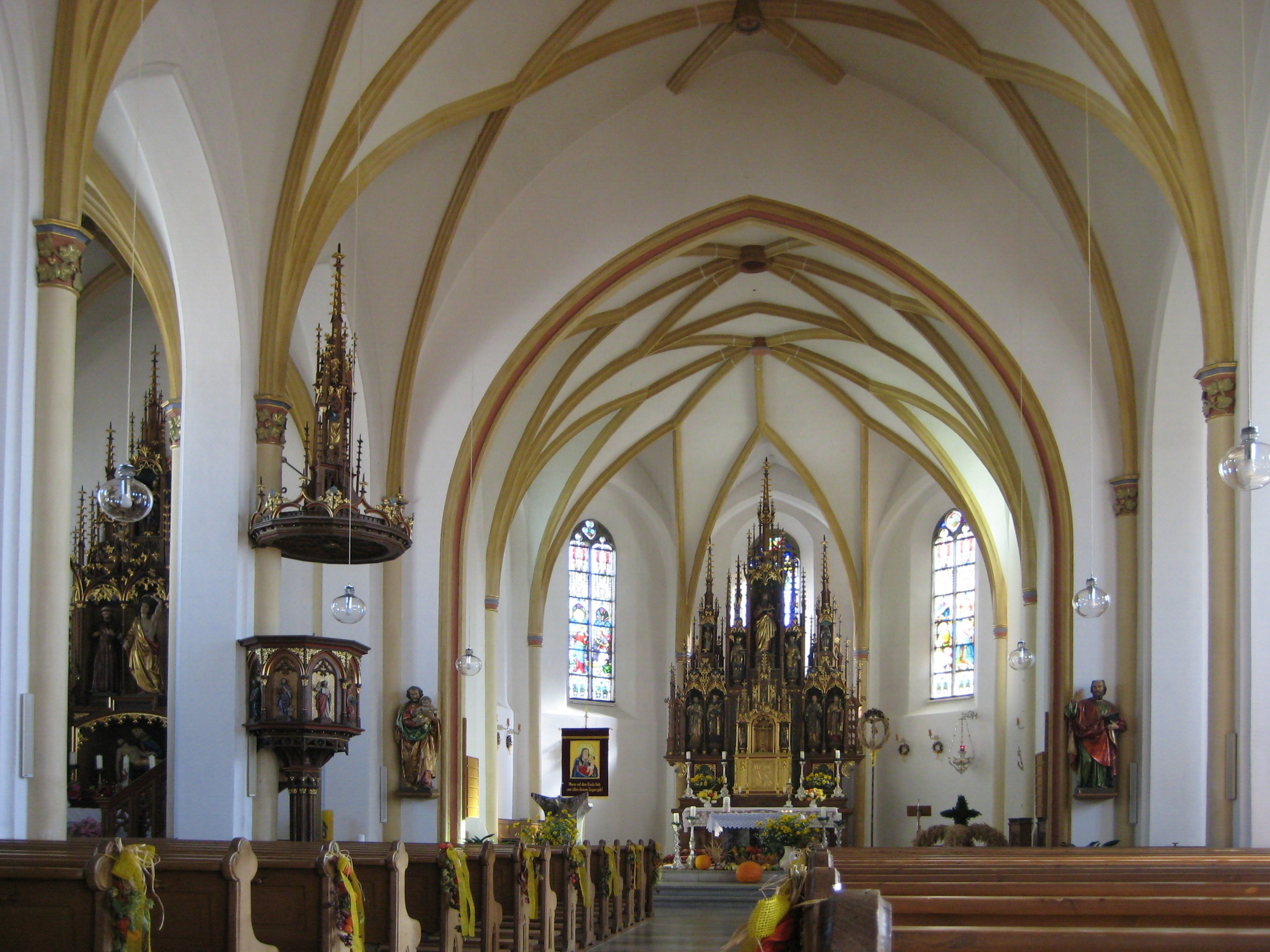
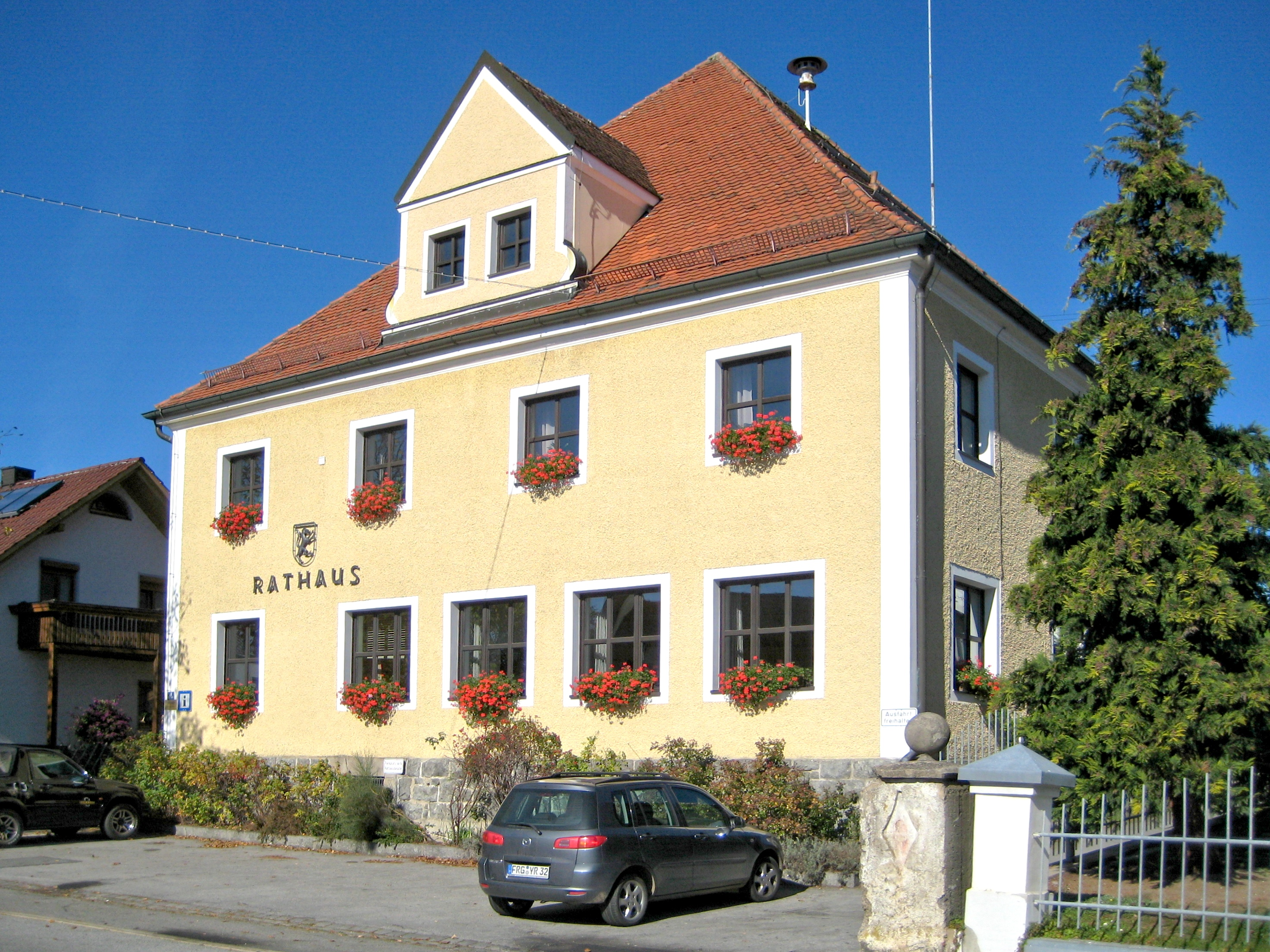